# Старе Колєно
Старе Колєно (рос. Старое Колено) — присілок у Гатчинському районі Ленінградської області Російської Федерації.
Населення становить 25 осіб. Належить до муніципального утворення Кобринське сільське поселення.

## Географія
Населений пункт розташований на південній околиці міста Санкт-Петербурга.

## Історія
Згідно із законом від 16 грудня 2004 року № 113—оз належить до муніципального утворення Кобринське сільське поселення.

## Населення
| 1838 | 1862 | 1997 | 2007 | 2010 | 2014 | 2017 |
| ---- | ---- | ---- | ---- | ---- | ---- | ---- |
| 20   | ↗83  | ↘16  | ↗25  | ↗41  | ↘38  | ↘25  |